# Palazzo dei Cavallereschi
Il Palazzodei Cavallereschi è un edificio storico del centro di Firenze, situato tra la piazza del Mercato Nuovo 1, via Porta Rossa 25r-27r-29r e Calimaruzza.

## Storia e descrizione
Soltanto la parte inferiore di questo palazzo venne restituita all'originario carattere tra gli anni sessanta e settanta, liberando dallo spesso strato d'intonaco le arcate leggermente acute e i sodi di pietre conce che ne formano il basamento. La parte superiore, che pure conserva in gran parte le antiche forme, è tutta intonacata senza attenzione artistica. Il palazzo apparteneva fin da tempo remoto ai Cavalcanti e faceva parte di un ceppo di casamenti che si estendeva anche nella via dei Cavalcanti (oggi via Porta Rossa) e in Calimaruzza. 

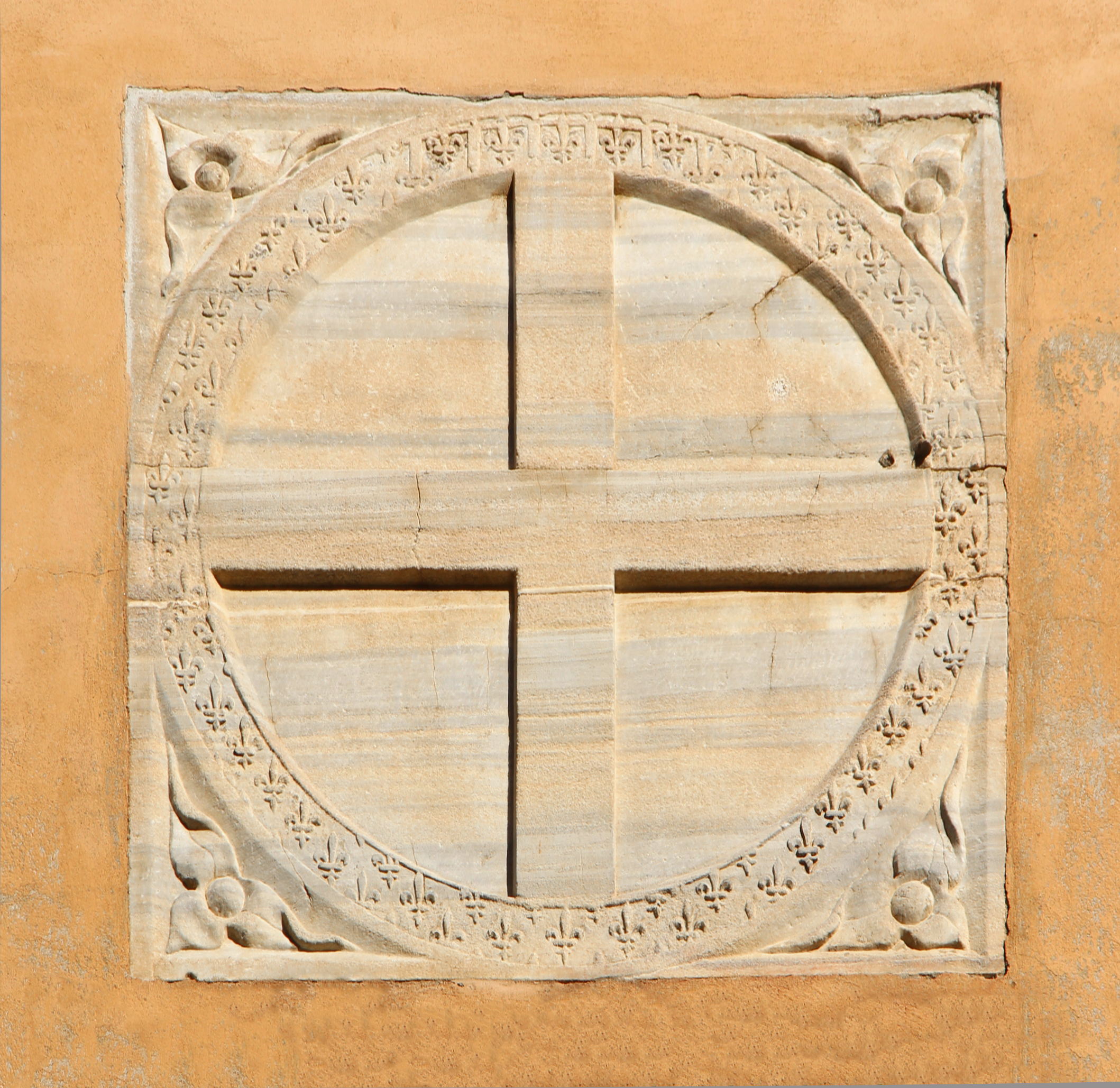
La Croce del Popolo

Nel 1427 apparteneva ai figli di Carlo Cavalcanti, che fattisi di popolo per godere dei pubblici uffici, presero il nome di Cavallereschi. Nel 1433 essi vendettero il palazzo agli Ufficiali del Monte: ma nel 1439 lo ricomprò Tommaso di Niccolò di un altro ramo dei Cavalcanti, che si dissero dei Ciampoleschi. Questi ripresero in seguito l'antico nome dei Cavalcanti e continuarono a possedere il palazzo fino agli ultimi del Cinquecento. Una parte di questa casa, con botteghe a pianterreno, apparteneva a Bartolommeo di Zanobi Baldesi, il quale lo lasciò nel 1399 all'Arte del Cambio. Si sa che qui o nell'edificio accanto ebbe sede il Banco dei Medici. 
L'edificio, per quanto ai piani superiori non presenti soluzione di continuità, mostra a terreno verso il lato della piazza, limitatamente all'ampiezza di quattro assi, il parato a rustica e gli archi (con ampie integrazioni) di cui parla Jacorossi, sopra al quale è una grande lastra di marmo con la croce del popolo fiorentino (che si dice apposta dai Cavalcanti quando si fecero di popolo, ma in realtà di manifattura più recente, presumibilmente un rifacimento sulla base di ciò che rimaneva dell'antico). Sopra gli sporti sono due altri piccoli scudi in pietra, con i campi illeggibili. 
Sulla rimanente porzione a destra, di tre assi, è nell'ambiente terreno l'antica farmacia del Cinghiale, aperta nella prima metà del Settecento nel luogo dove già era una affermata spezieria che, nell'Ottocento, fu nota anche come ritrovo di intellettuali (ne fa fede una lapide in ricordo di Renato Fucini posta all'interno). 
Sul lato che guarda via Porta Rossa, in prossimità del cantone, è una memoria trecentesca incisa sopra uno scudo, già trascritta e interpretata da Francesco Bigazzi come ricordo dell'apertura nel 1307 della strada (in questo tratto originariamente detta via di Baccano), grazie al podestà Matteo Terribili di Amelia. 
| HAC VIA FIEI FECIT NOBLIS POTE · VIR MATHS DE TERIBLIBI} · DEAMELIA EXECVTOR ORD IVSTITIE PP FLOR · SVBAN S DNI MCCC · VII IND · V · |

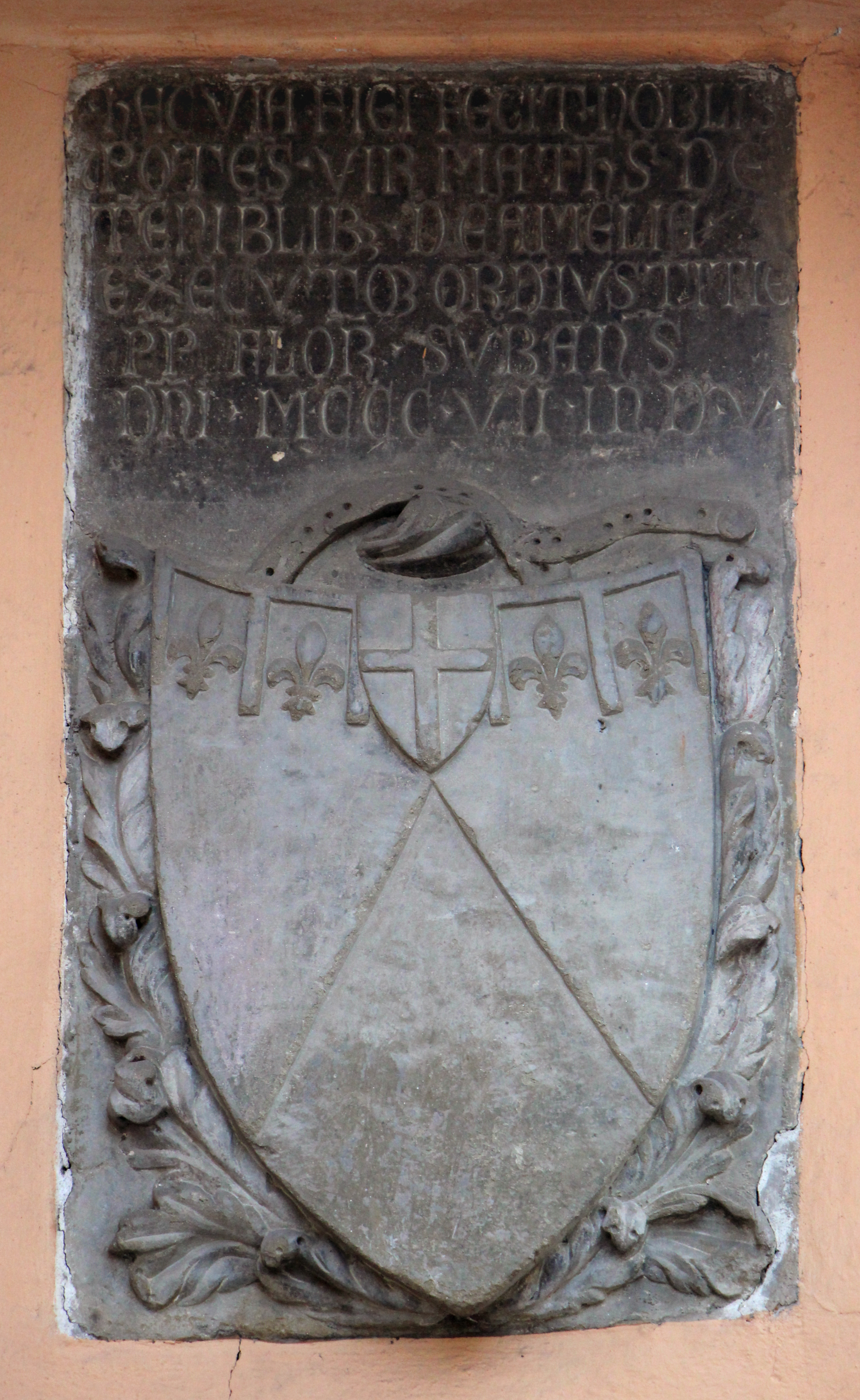
Lo stemma di Matteo Terribili di Amelia

Sciolgliendo le abbreviazioni si può leggere: «Hanc viam fieri fecit nobilis ac potens vir Mathæus de Terribilibus de Amelia executor ordinis justitiæ Populi Florentini sub annis Domini MCCCVII. Indictione V». Si traduce: «Questa via fece fieramente aprire il nobile e potente uomo Matteo Terribili nativo di Amelia, esecutore degli ordinamenti di giustizia del popolo fiorentino, nell'anno del Signore 1307, indizione V».

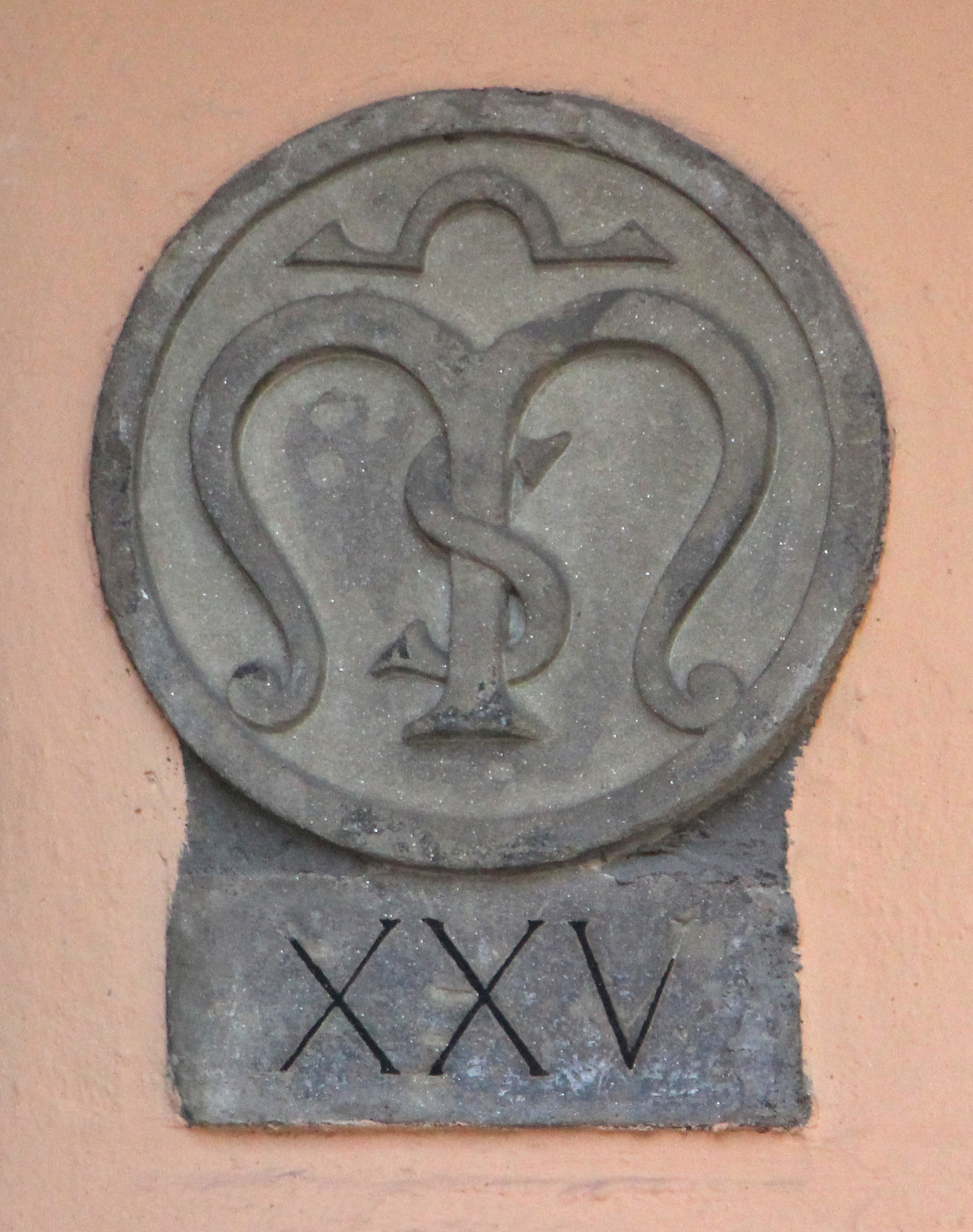
Il pietrino dello spedale di San Matteo

Poco distante, sempre da questo lato, è un pietrino a rotella con una M gotica sul cui gambo centrale è intrecciata una S (le due sormontate da un segno di abbreviazione) insegna dello spedale di San Matteo, a documentare come - almeno in parte - l'edificio fosse stato un tempo legato alle proprietà dell'ospedale, non a caso posto sotto l'amministrazione dell'Arte del Cambio al quale, come accennato, una porzione era pervenuta per donazione di Bartolommeo Baldesi. Il numero 25 in caratteri romani che accompagna il pietrino è da intendere come posizione d'ordine dell'immobile nel registro delle possessioni dell'ospedale.